# 中環廣場 (香港)

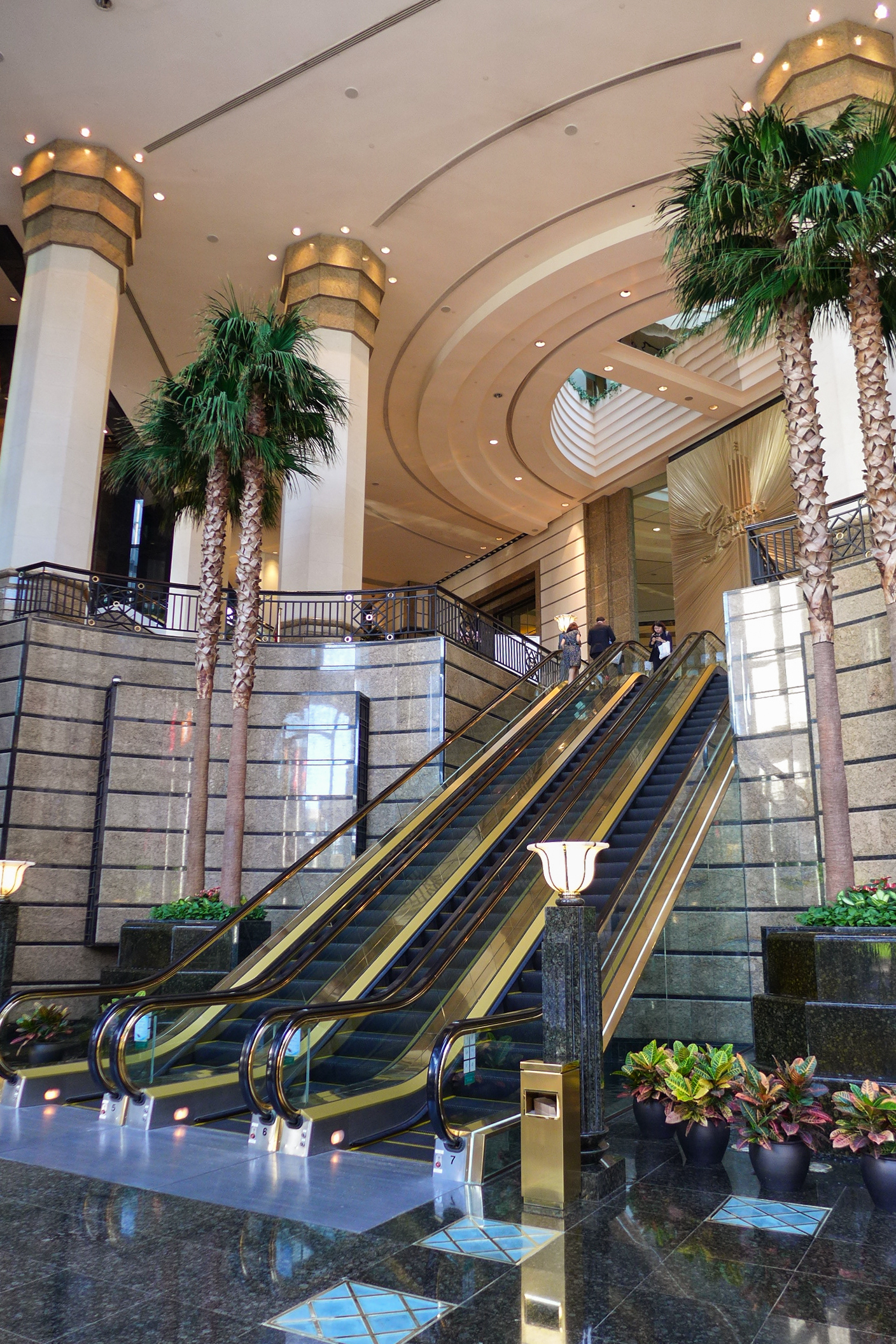
入口大堂（2024年）

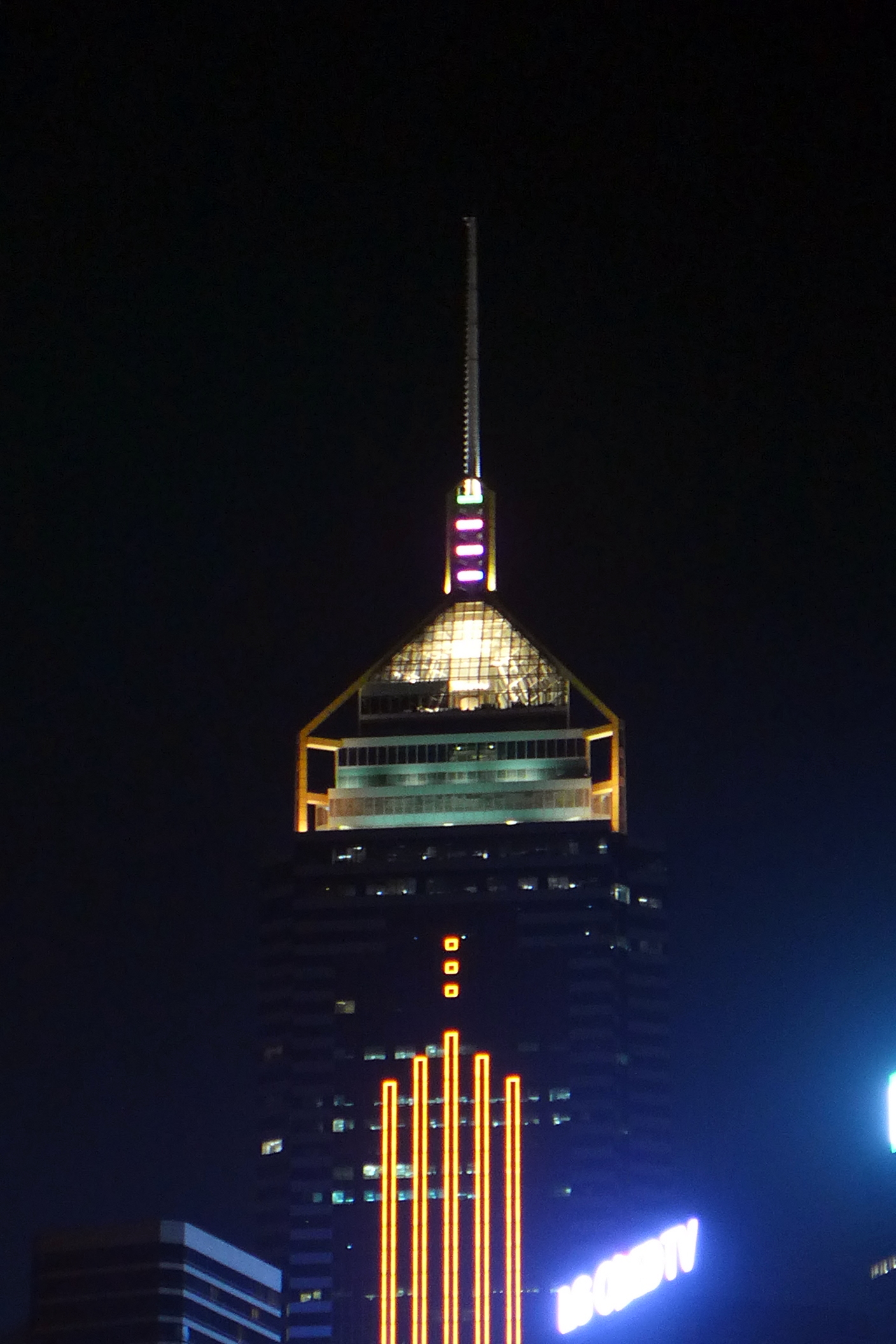
到晚上，大廈會亮起頂樓的四格顏色燈光時計組合，以15分鐘為一單位，供大眾查詢當時大概的時刻，稱為「麗光時計」

中環廣場（英語：Central Building）是香港的一座摩天商業大樓，位於灣仔港灣道18號，為香港第三高樓及灣仔區最高的大廈，高度僅次於環球貿易廣場及國際金融中心二期，也是世界第51高樓，樓高374米，地上78層。中環廣場雖以「中環」命名，但其實際位置並非處於中環，而是中環以東的灣仔。中環廣場由伍振民建築師（香港）有限公司設計，樓層平面呈三角形，但為避免影響附近的景觀及風水，三個角被設計成稍鈍，故平面實際上是個六角形。
中環廣場於1990年至1992年間興建，建成時是亞洲最高的建築，直到1996年時深圳的信興廣場落成為止。建築物外型獨特，是香港的地標建築物之一。本身設有停車場，並有行人天橋可步行至港鐵灣仔站。
中環廣場的發展商為黃廷方家族（佔40%）、菱電發展（佔5%）、信和置業（佔10%）及新鴻基地產（佔45%）合組的財團。

## 建築與設施
中環廣場總建築面積為140萬平方呎，可出租樓面面積114.2萬平方呎（106,088平方米）；每層樓面總面積2.4萬平方呎（2,226平方米），可出租面積2萬平方呎（1,855平方米）。
中環廣場屬於加固混凝土架構建築。地面大堂分成兩層，下層有高架行人天橋連接會議展覽中心、入境事務大樓及港鐵灣仔站。另一層有高速電梯前往46樓空中大堂（Sky Lobby），即高層電梯大堂，用戶可在此轉乘電梯往更高樓層。
大樓頂部的避雷針裝有風速計，標高為378米。避雷針設有以四格顯示的幻彩時鐘—「麗光時計」（Lightime），但市民普遍不習慣其顯示方式。
而大樓旁設有行政人員會所，設施包括泳池、按摩浴池、健身室、桑拿及蒸氣浴室，優雅茶軒及多功能會議室。

## 升降機配置
中環廣場升降機服務樓層列表（採用奧的斯Elevonic 411, Gen2升降機）
- No. 1-4（4部來往7/F-18/F之升降機）：2、7-12、15-18
- No. 5-8（4部來往19/F-27/F之升降機）：2、19-27
- No. 9-12（4部來往28/F-35/F之升降機）：2、28-35
- No. 13-16（4部來往36/F-43/F之升降機）：2、36-43
- No. 17-20（4部來往47/F-54/F之升降機）：46-54
- No. 21-24（4部來往55/F-62/F之升降機）：46、55-62
- No. 25-28（4部來往63/F-69/F之升降機）：46、63-69
- No. 29-33（5部來往空中大堂之升降機）：2、46
- No. 34（1部停車場專用之升降機）：B3-B1、G、1-2
- No. 35（1部消防及載貨升降機）：B1、G、1-2、P、5-12、15-46
- No. 36（1部消防及載貨升降機）：B1、G、1-2、P、5-12、15-72
- No. 37（1部消防及載貨升降機）：45-70
- No. 38（1部觀景層（空中教會）專用之升降機）：69、71、73、75（R）
- No. 41-42（2部大樓新翼(Bird & Bird Office)升降機）：1-3、5、6

## 「麗光時計」（Lightime）
由香港時間18:00至翌日06:00，大廈都會亮起頂樓的四格顏色燈光時計組合，以15分鐘為一單位，供大眾查詢當時大概的時刻。其變色的方法，是每15分鐘，由上而下逐格換掉上一小時所顯示的顏色。變色前5秒，全組燈光均會閃爍，代表時間在閃爍完後將會改變（使用下一節時段的色板顏色顯示組合）。
因設計所限，各顏色每晚均會使用2回，紅色則會使用3回（其中第3回，於06:00，只會使用1分鐘，顏色次序: 紅、白、紫、黃、粉紅、綠）。

## 樓層分布
- 鴻鵠律師事務所（新翼3樓至6樓）
- 愛德曼（7樓）
- Cocking & Co LLP（903室）
- 國民銀行（1101及1106室）
- 遠東貿易服務中心駐香港辦事處（1503室）
- PayPal（1506-07室）
- 邁普瑞集團（英语：Maples Group）（16樓、26樓及2701室）
- 南非駐港總領事館（1906-08室）
- 歐洲清算銀行（英语：Euroclear Bank）（20樓）
- 埃克森美孚（23樓）
- 深圳壹賬通智能科技有限公司（2701室）
- 中環廣場管理有限公司（2802室）
- 金界控股（2806室）
- 克諾爾集團（29樓）
- 荷蘭駐港總領事館（3001室）
- 意大利駐香港總領事館（3201室）
- 石藥集團（3206室）
- 三星電子（33樓）
- 雷格斯（35樓）
- 比利時聯合銀行（39樓）
- 凱基證券（41樓）
- 中審眾環（香港）（Mazars）（42樓）
- 中國太平洋保險（4301室）
- 卓能集團（4901室）
- 光華新聞文化中心、台北經濟文化辦事處（香港辦事處） (4907-4908室)
- 品誠梅森律師事務所（50樓）
- 英屬維京群島政府亞洲官方辦事處（5106室）
- 中國石油（52及59樓）
- 西班牙駐港總領事館（5303室）
- 委內瑞拉駐港總領事館（5405室）
- CNBC亞洲（5409室）
- 卡塔爾駐香港總領事館（5501-02室）
- 中國誠通（5505-06室）
- 華南商業銀行（5601-03室）
- 康師傅控股（5607室）
- 其禮律師行（英语：Clyde & Co）（58樓）
- 瑞士再保險（6001-03室及61樓）
- 法新社（6201室）
- 瑞士駐港總領事館（6206-07室）
- 中國電力（6301室）
- 沙特阿拉伯駐港總領事館（6401室）
- 新西蘭駐港總領事館（6501室）
- 北京控股（66樓）
- 通用再保險（6802-03室）
- Intel（6804-08室及69樓）

## 圖集

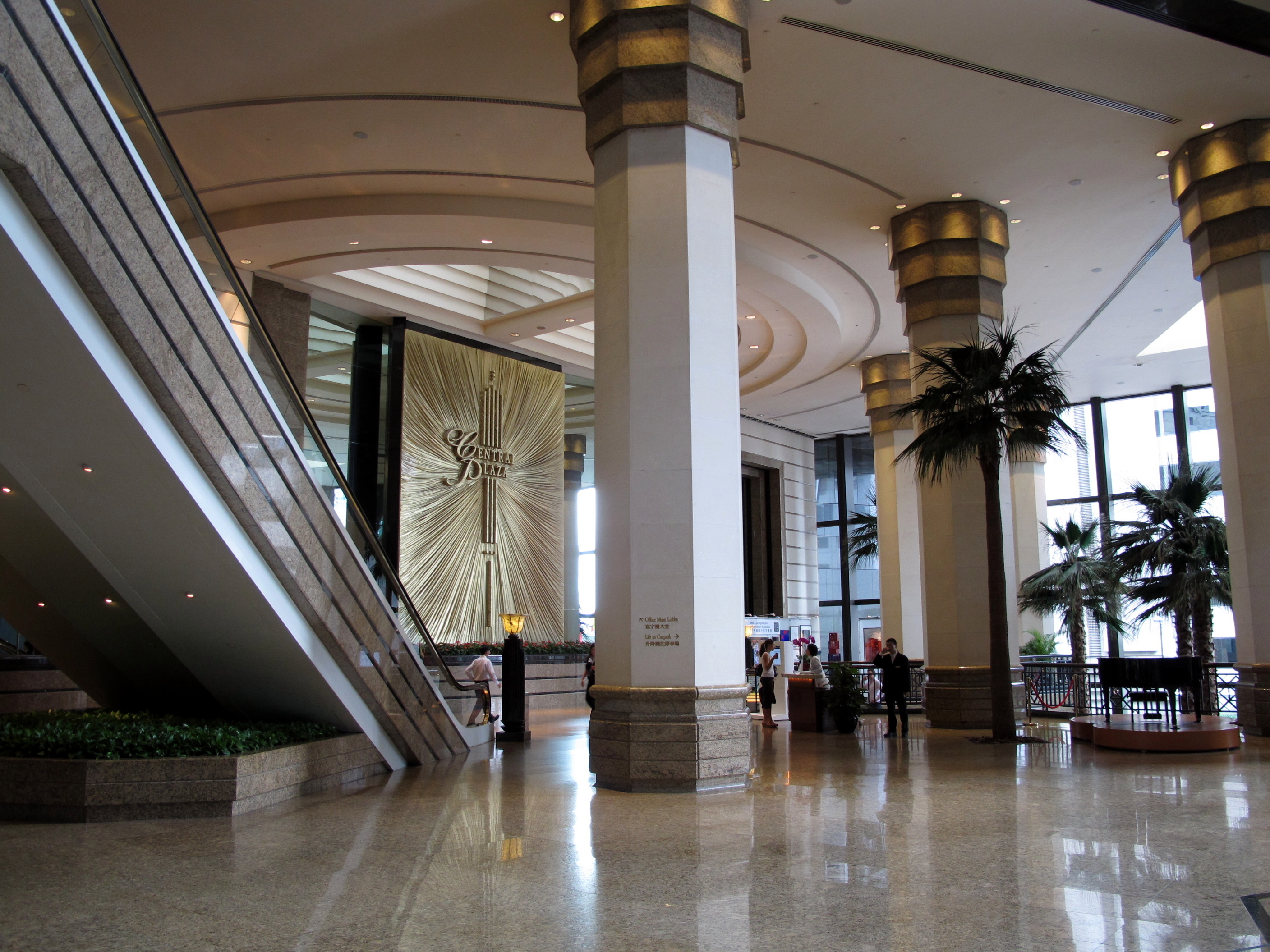
中環廣場內的大堂
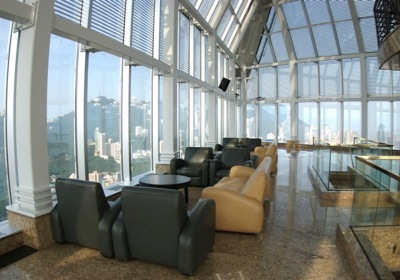
中環廣場75樓Apex，逢星期日會進行禮拜
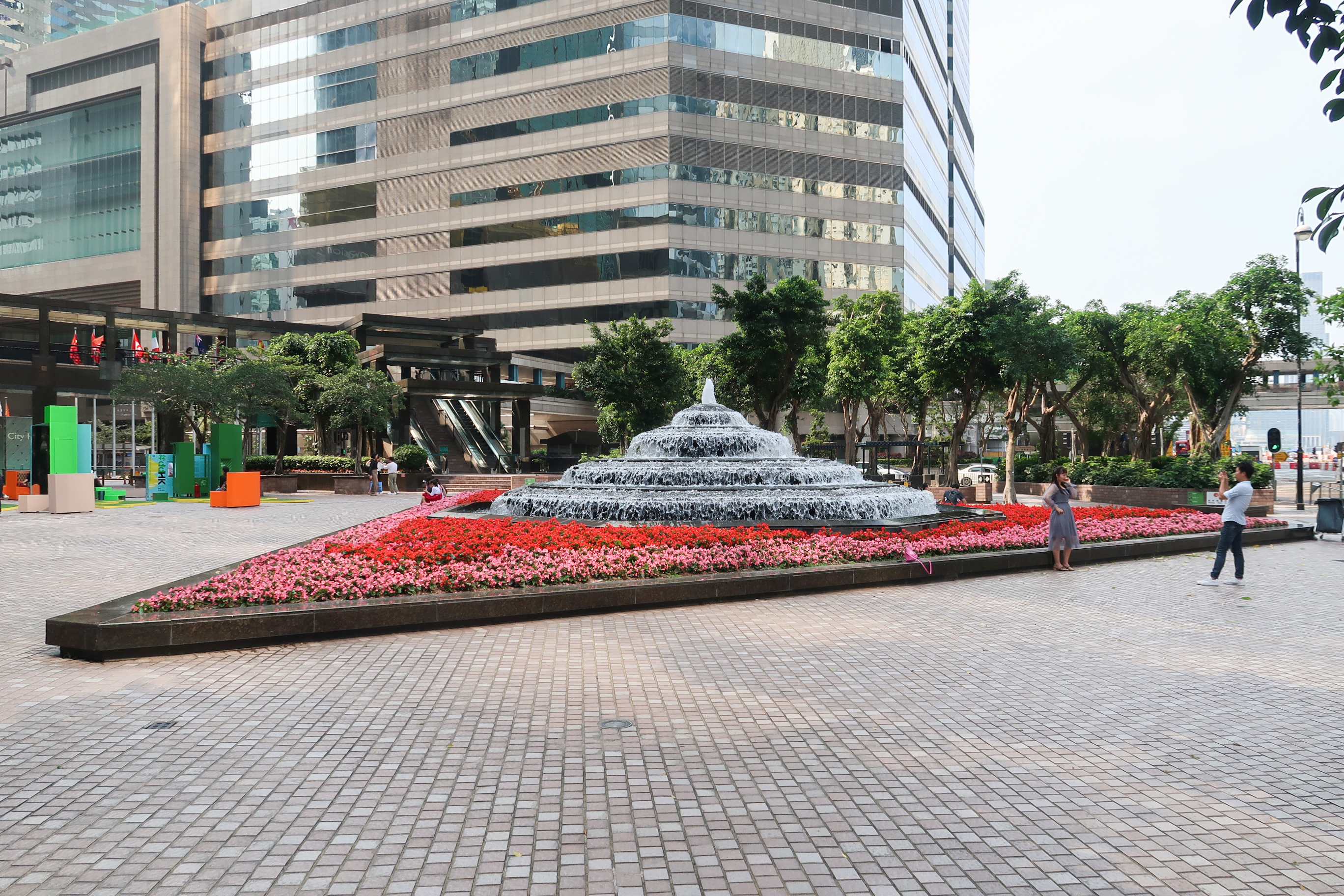
中環廣場花園的噴水池
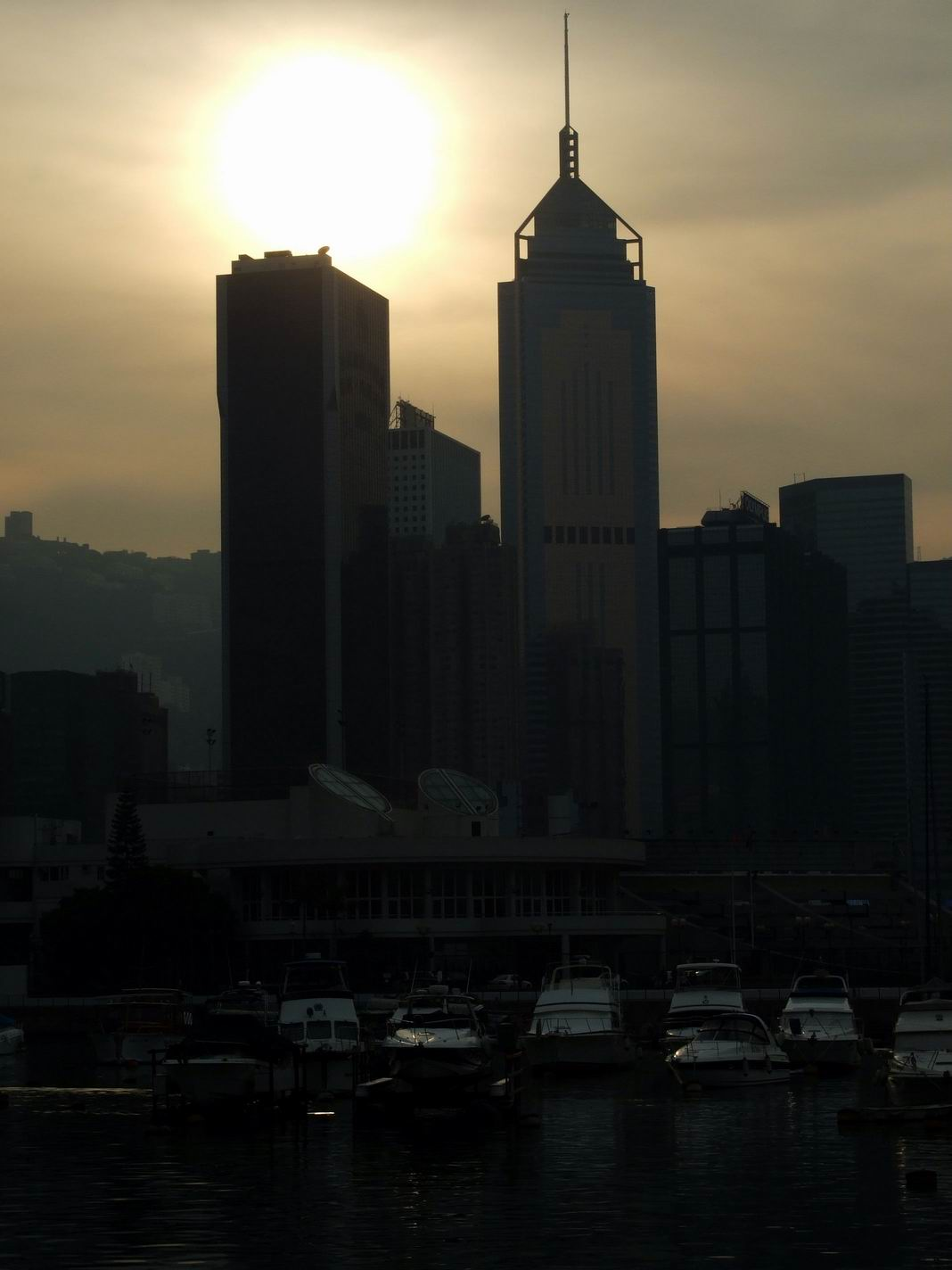
夕陽餘暉下的中環廣場
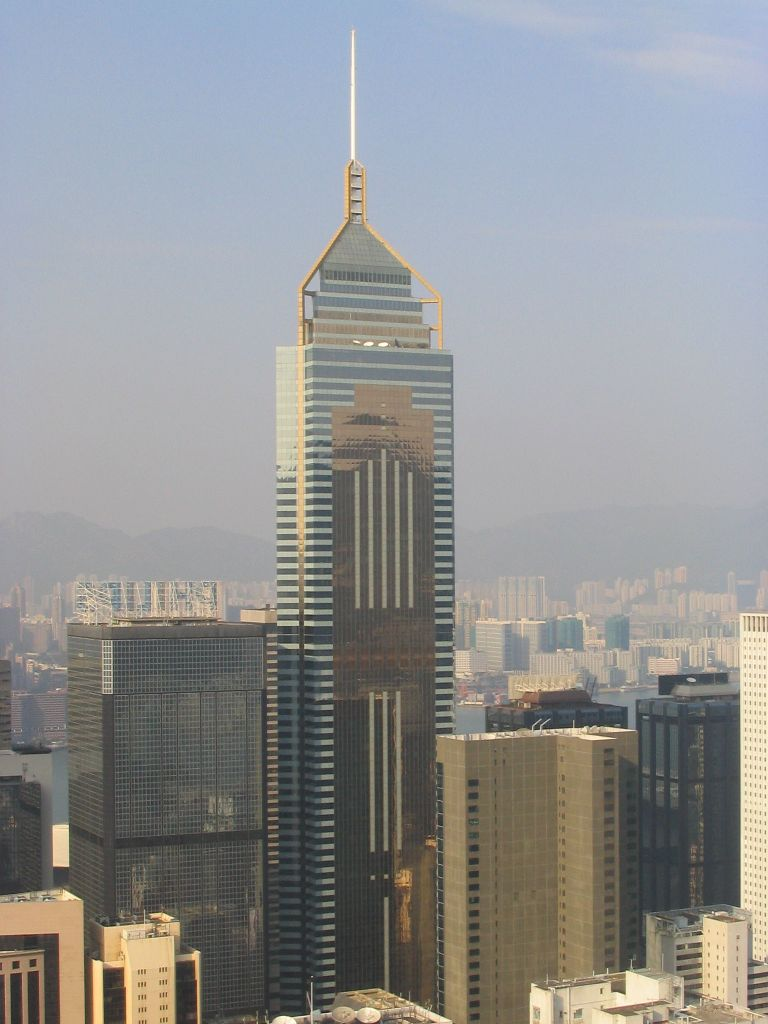
於灣仔新填海區的中環廣場

## 軼事

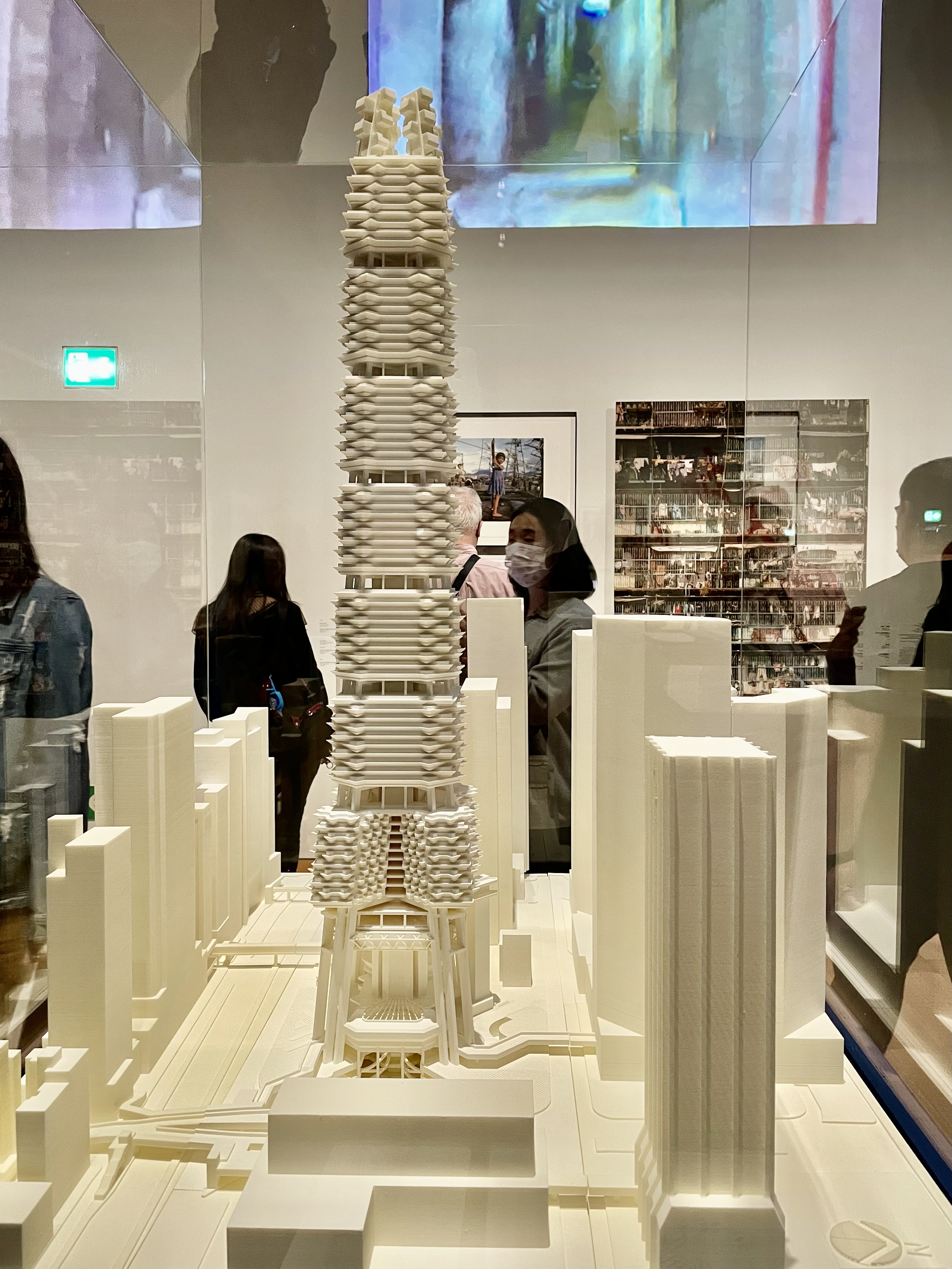
保羅·魯道夫「港灣道項目」模型

1989年，曾為力寶中心設計的建築師保羅·魯道夫，受信和置業委託草擬此地段的「Harbour Road Project」，其中的「Sino Tower」垂直分開六個各10層的部分，體量亦因應高度而逐漸減少。這也是魯道夫生平中在香港參與的三項建築項目之一。

## 流行文化

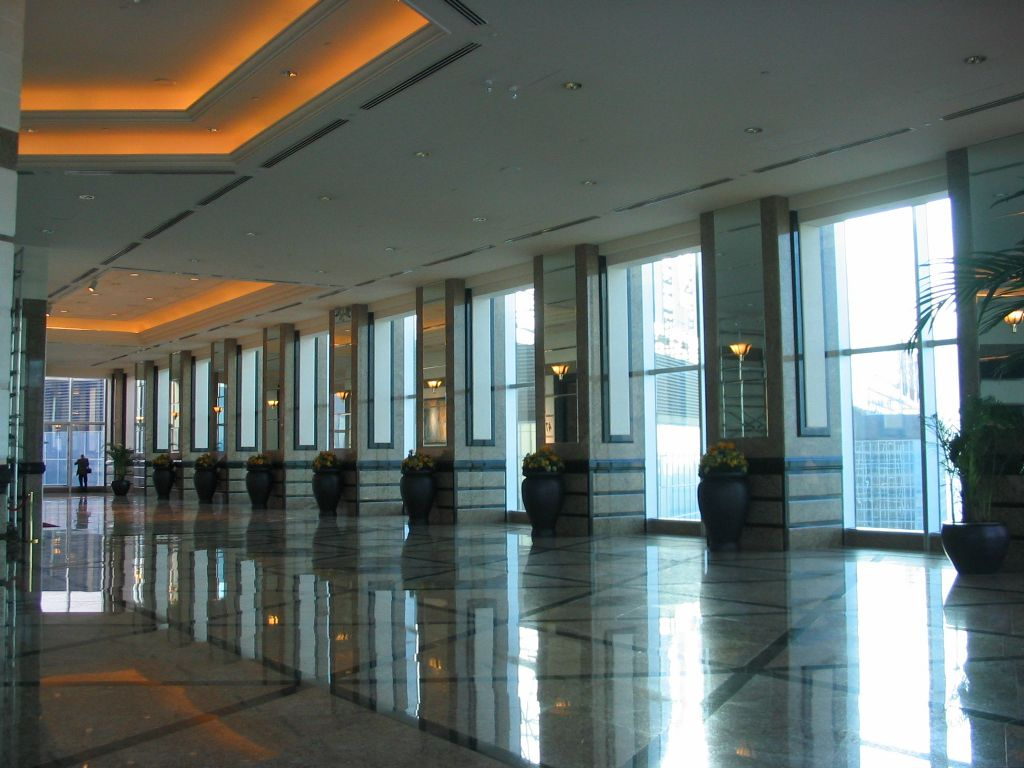
美國真人秀節目《驚險大挑戰2》曾於中環廣場46樓空中大堂設關卡

美國真人秀節目《驚險大挑戰》（The Amazing Race）第2季曾於大廈46樓的空中大堂設關卡，參賽者要用望遠鏡尋找「綠白之星」（即天星小輪）；節目當時乃形容此處為香港最高大廈。

## 事件
2017年2月23日下午1時許，中環廣場升降機發生突然急升急降的事故，72歲老婦及46歲外籍女子頭部撼地受傷，送院治理。機電工程署初步調查顯示，升降機的電子控制線路板損毀。

## 附近建築
中環廣場位於灣仔北核心商業區，毗鄰入境事務處入境事務大樓、稅務大樓等政府部門、香港會議展覽中心、會展廣場辦公大樓、華潤大廈及光大中心等甲級商業大廈。

## 外部連結
- 官方網頁（页面存档备份，存于）
- 電梯分佈